# Gare centrale d'Oldenbourg
La gare centrale d'Oldenbourg (en allemand : Oldenburg Hauptbahnhof) est une gare ferroviaire allemande, située au centre-ville d'Oldenbourg dans le land de Basse-Saxe).

## Histoire
Dans la capitale du Grand-duché d'Oldenbourg, le trafic ferroviaire débute le 15 juillet 1867 avec la ligne reliant Oldenbourg à Brême via Delmenhorst (de), exploitée par les Chemins de fer d'État grand-ducaux d'Oldenbourg (de). 
La gare a été ouverte le 3 août 1915.

### Accueil

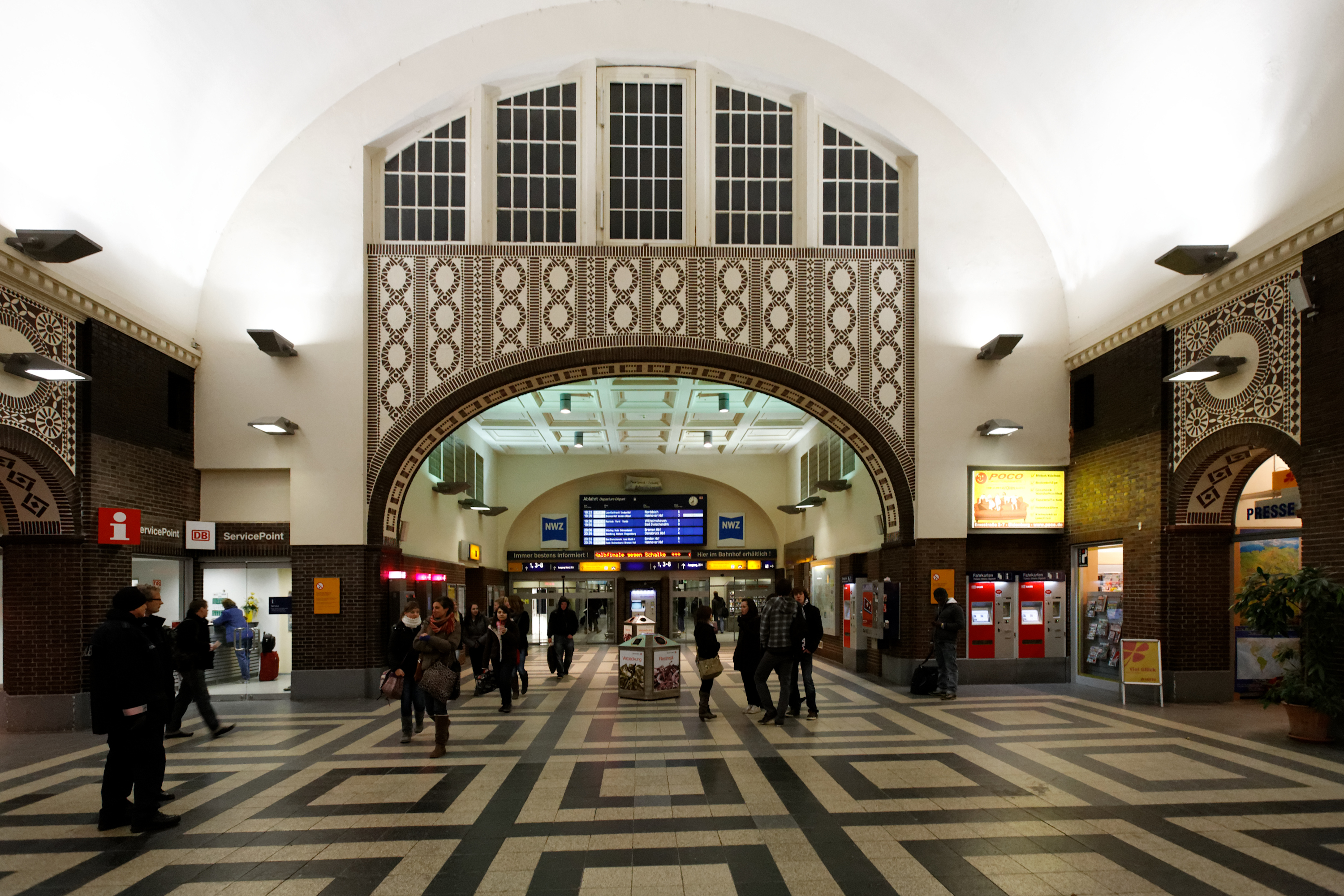
Le hall de la gare

## Service des voyageurs

### Desserte
Réseau Grandes lignes de la DB : InterCityExpress, InterCity, EuroCity, RegionalExpress, RegionalBahn; La gare est également desservie par la ligne RS3 du S-Bahn de Brême.